# 新啼笑因緣 (1989年電視劇)
《新啼笑因緣》是台灣電視公司於1989年10月6日至同年11月30日播出的八點檔連續劇，共40集，寶樹傳播製作，李康年編劇，馮寶寶、湯鎮業、劉玉璞、劉尚謙、谷峰、雷鳴、曹健等主演。香港播映權由亞洲電視購得，1990年11月於本港台播出。

## 演員表
- 朱麗葉─馮寶寶
- 白金鳳─馮寶寶
- 何慕凡─湯鎮業
- 趙勝男─劉玉璞
- 趙得住─谷峰
- 白國棟─劉尚謙
- 朱守禮─雷鳴
- 包志峰─曹健
- 白三絃─韓甦
- 程翠蓮─李慧慧
- 黃旺─蔣桂沛
- 吳紀剛─夏威
- 包秀姑─梅長芬
- 白大娘─許玉蘭
- 朱太太─王利

## 工作人員表
- 製作：寶樹傳播公司
- 製作人：高寶樹
- 編劇：李康年
- 企劃：陳蒼嶺
- 監製：葉超
- 道具：施明宗
- 服裝：林佳樺、歐菲斯、呂牡丹、趙僅
- 化妝：康海倫、任惠玲
- 梳妝：楊秋子、麗的國際髮廊、龍徠髮型、摩登高級假髮中心
- 陳設：張松藏
- 宣傳企劃：解保華、戴國安、林蘭
- 大鼓說唱：王友蘭
- 片頭題字：王軼猛
- 造型設計：老麥攝影
- 服裝設計：孔權開、中視新娘世界